# Telephone Organization of Thailand Sport Club
Maillots
Le Telephone Organization of Thailand Sport Club (en thaï : สโมสรฟุตบอลทีโอที เอสซี), plus couramment abrégé en TOT SC, est un ancien club thaïlandais de football fondé en 1954 et disparu en 2016, et basé à Bangkok, la capitale du pays.

## Histoire

### Repères historiques
- 1954 : fondation du club sous le nom de Telephone Organization of Thailand SC
- 2016 : dissolution du club

### Histoire du club
Fondé en 1954 (ce qui en fait un des plus anciens clubs de football de Thaïlande) sous le nom de Telephone Organization of Thailand, il est constitué des ouvriers de l'entreprise du même nom et reste dans le monde amateur jusqu'à la fin des années 1990.
Le Telephone Organization of Thailand passe dans le monde professionnel à l'occasion de la mise en place du championnat pro en Thaïlande, lors de la saison 1996-97, avec une poule unique à 18 équipes. À la fin de la saison 2002-03, le club est relégué en Division 1. 
La saison suivante, le TOT remporte le titre de champion de deuxième division. Puis, il reste seulement une seule saison en première division, le club est relégué en Ligue Provinciale. Le club fait son retour en Premier League en 2007, promu de la Ligue Provinciale dont il remporte le titre de champion.
À la fin de la saison 2015, le club est relégué en deuxième division. Le TOT SC est dissous en 2016.

## Palmarès
| Compétitions nationales                                                                                    |
| --- |
| \| - Coupe de Thaïlande : - Vainqueur : 1993. - Championnat de Thaïlande de D2 (1) : - Champion : 2004. \| |
| - Coupe de Thaïlande : - Vainqueur : 1993. - Championnat de Thaïlande de D2 (1) : - Champion : 2004.       |

## Entraîneurs du club
- Pongphan Wongsuwan (1988 - 1997)
- Pongphan Wongsuwan (1998 - 2009)
- Somchai Subpherm (2010)
- Narong Suwannachot (2010 - 2011)
- Somchai Subpherm (2011)

## Identité du club

### Logo

Ancien logo
Logo actuel